# غونار سونستيبي
غونار سونستيبي ( 11 يناير 1918 - 10 يناير 2012 )  مقاتل نرويجي خلال الحرب العالمية الثانية. ويعتبر واحدا من أبرز الشخصيات في حركة المقاومة في النرويج.

## سيرة
ولد جونار سونستيبي في 11 يناير 1918 في ريوكان، انتقلت عائلته إلى أوسلو في ثلاثينيات القرن العشرين.
اندلعت الحرب في النرويج حين كان عمر غونار 20 سنة، إيذانًا ببدء الحملة النرويجية . درس الاقتصاد والعلوم الاجتماعية في أوسلو وعمل أيضًا كمساعد في قسم المحاسبة. أدى غزو القوات الألمانية للنرويج ( عملية فيزرأوبونغ ) إلى انضمامه إلى القوات المسلحة النظامية. بعد استسلامهم في يونيو 1940، انضم إلى وحدات المقاومة التي قاتلت ضد المحتل وحكومة كويزلينج التي تعاونت مع ألمانيا النازية.
انضم غونار إلى صفوف المقاومة ضمن منظمة "ميلورغ"، التي كانت الحركة الرئيسية للمقاومة النرويجية. خطط للسفر إلى إنجلترا للانضمام إلى مجموعة من المتطوعين، لكن الظروف الجوية السيئة أجبرته على التخلي عن فكرة الوصول إلى الجزر البريطانية عن طريق البحر. ومع ذلك،كان عازمًا على خدمة المقاومة، وتظاهر بتقديم خدماته لشرطة الدولة المتعاونة مع النازيين بهدف جمع المعلومات. تمكن من عبور الحدود السويدية بشكل سري عدة مرات للاتصال بالسفارة البريطانية في ستوكهولم والتواصل مع لندن. اعتبارًا من عام 1942، عمل تحت الاسم الرمزي "العميل 24" ضمن جهاز العمليات الخاصة (س و ي)، وهو جهاز استخبارات بريطاني أنشأه ونستون تشرشل لدعم المقاومة في البلدان المحتلة من قبل القوات النازية التي تحتلها قوات هتلر. في عام 1943 غادر إلى المملكة المتحدة للتدريب كمظلي. وبعد عودته إلى النرويج في نهاية فترة التدريب المهني، أصبح جهة الاتصال المميزة لوكلاء الشركات المملوكة للدولة في شرق البلاد. لكن التوتر تصاعد بين منظمة "ميلورغ" و"س و ي" بعد شن غارات بريطانية على الأراضي النرويجية، مما أدى إلى قمع وحشي من قبل النازيين ضد حركات المقاومة، وأسفر ذلك عن عدة اعتقالات.
بعد ذلك بوقت قصير، تولى غونار قيادة "عصابة أوسلو" ونسق العديد من عمليات التخريب، من أبرزها تفجير وتدمير قسم الأرشيف في مكتب العمل القسري في أوسلو، المسؤول عن تجنيد الشباب النرويجيين وإرسالهم للقتال على الجبهة الشرقية. كما قام بسرقة 75,000 بطاقة تموينية في أوسلو. أثناء إنزال الحلفاء في نورماندي ، ساعدت المقاومة النرويجية في منع قوافل التعزيزات الألمانية من خلال تخريب خطوط السكك الحديدية. وكان بارعا في فن التنكر واستخدام حوالي ثلاثين اسمًا مستعارًا وأسماء رمزية، مما ساعده على الإفلات باستمرار من مراقبة العدو. بحث الألمان عنه بشكل مكثف دون أن يتمكنوا من القبض عليه. وكان يحتل المرتبة الأولى على قائمة الأشخاص الأكثر طلبًا من قبل الغيستابو، على الرغم من أنهم لم يتمكنوا من معرفة هويته الحقيقية حتى نهاية الحرب.
بعد تحرير البلاد في ماي 1945، تلقى جونار وصديقه ماكس مانوس مهمة مرافقة الملك هاكون السابع وعائلته، أثناء عودتهم من منفاهم في لندن . وطلبت أجهزة المخابرات البريطانية والنرويجية مساعدته مرة أخرى، لكنه رفض عروضهم لمواصلة العمل معهم. ثم غادر غونار إلى الولايات المتحدة حيث استأنف دراسته وحصل على شهادة في الاقتصاد من جامعة هارفارد. ثم عمل في صناعة النفط قبل أن يعود إلى وطنه ليعمل في القطاع الخاص. في عام 1953، تزوج من آن-كارين يارلسبي وأنجبا ثلاث بنات. في سنواته الأخيرة، قدم العديد من المحاضرات والعروض في المدارس والجمعيات والمتاحف للحديث عن تجربته خلال الحرب وتوعية الأجيال الجديدة.